# Obrigações feudais

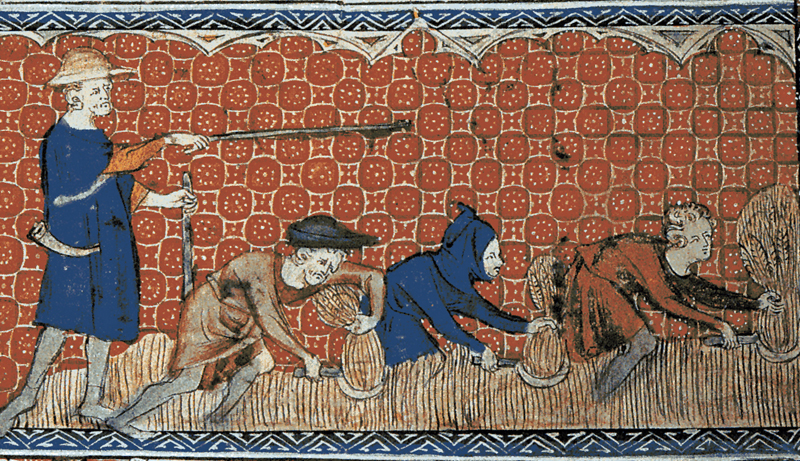

As obrigações feudais, por vezes chamadas de impostos ou tributos feudais, eram uma série de obrigações que primeiramente os servos, que estavam presos às terras dos senhores feudais, e depois os enfiteutas e mesmo os camponeses e vilões proprietários de terras alodiais,  durante a Idade Média na Europa, tinham que pagar obrigatoriamente aos senhores ou ao rei. De início eram satisfeitas em géneros, mas, pouco a pouco, com o desenvolvimento da produção e do comércio, muitas delas passaram a ser remidas em dinheiro.

## Ajudadeira
A ajudadeira era um foro ou imposto medieval. Consistia numa contribuição a dar pelo vassalo ao enfiteuta ou senhorio em circunstâncias singulares, tais como: quando casava a primeira filha, quando armava cavaleiro o filho primogênito, para resgate de algum familiar cativo, etc.

## Anúduva
A Anúduva, à qual Viterbo, no seu Elucidário (in vocábulo Adua), refere haver menções desde o século IX até ao XV, era um imposto direto e consistia na obrigação de trabalhar na construção e reparação de castelos, de cavas, torres, muros e outras obras afins necessárias à defesa da terra, assim como nos paços ali edificados para a estada do rei ou dos alcaides. Estavam sujeitos a esse tributo obrigatório, que com o correr do tempo passou a poder ser resgatado por meio de uma quantia em dinheiro, os peões e outros pequenos proprietários.
D. Afonso III, na reforma tributária que iniciou em 1272, regulamentou meticulosamente este tributo, fixando as condições da sua efectivação e isentando do seu cumprimento vários tipos de pessoas. A obrigação da anúduva, além de representar um pesado ónus para os povos, dava com frequência lugar a muitos abusos.

## Banalidade
Durante o feudalismo, na Europa Ocidental, banais chamavam-se as coisas, sobretudo equipamentos de produção, que pertenciam aos senhores e que as populações se viam constrangidas a usar mediante o pagamento de um certo foro ou renda. Daí o nome de direitos banais ou banalidades para esses encargos. Assim, Du Cange define banal como «o que é banido ao súbdito do senhor» (qui banno domini subditus est).
Tais imposições nunca tiveram um carácter global na economia medieval portuguesa, pois grande parte dos vizinhos dos concelhos alcançaram importantes isenções relativamente a muitos direitos banais, no entanto, mesmo aí, nas organizações socioeconómicas concelhias, é comum os regulamentos foraleiros estabelecerem algumas banalidades devidas à entidade senhorial. Por exemplo, no foral de Castro Marim, D. Afonso III estatui que retém para si e seus sucessores os moinhos, azenhas e prensas feitas e a fazer, ademais dos açougues, fangas e balneários, que deixa livres aos moradores as suas tendas e fornos de olaria, mas que lhes impõe o foro de um décimo no uso dos fornos de telha. O foral de Anobra (1275) determina que pela utilização dos moinhos paga-se 1/4 ao rei. O foral de São Julião do Tojal, atribuído a oito casais de cultivadores, em 1258, pelo Mosteiro de São Vicente de Fora (Lisboa), declara que não lhes é permitido ter fornos nem prensas. Porém já outros forais, como os de Centocelas (1194), Benavente (1200), Pinhel (1209) e Elvas (1229), tornavam isentos de foros as «tendas, moinhos e fornos», ou então isentavam-nos em grande parte (foral de Ourém de 1180, foral de Tavira, dado por D. Afonso III, etc.).
As banalidades abrangiam desde os equipamentos de produção, como moinhos, azenhas, lagares para vinho e para azeite, fornos de telha, de olaria, de cal e de pão, até barcos, lojas, balneários públicos nos lugares e, por vezes, inclusive a água, como se constata no documento entregue pelo Mosteiro de Alcobaça, em 1314, aos moradores do seu couto de Turquel, obrigando-os ao pagamento de três soldos pelo uso da água do chafariz, nos lagares, durante a época das vindimas. O montante do foro cobrado variava também muito, indo desde 1/3 ou 1/4 da produção até 1/10, 1/13, 1/14, etc. Eis um exemplo, entre milhares: em 1316, a Colegiada de São Cristóvão de Coimbra impunha pelo uso de um moinho que: «devedes dar a sexta parte de todo aquello que Deus hi der».
Com o ascenso de uma nova classe, a burguesia, os direitos banais vão perdendo terreno. No entanto em Portugal, ainda no século XVIII e mesmo nos inícios do XIX, existiam muitos casos de banalidades, se bem que tivessem sido tomadas algumas medidas jurídico-políticas para extirpar as suas situações mais aberrantes tanto no século XVIII como, e sobretudo, no seguinte, com destaque para o Decreto de 20 de Março de 1821, que suprimiu muitos destes direitos, e para a Lei de 22 de Fevereiro de 1846, que os aboliu.

## Corveia
A corveia (do latim corrogare, exigir, através do francês corvée) é o trabalho gratuito que no tempo do feudalismo os servos e camponeses deviam prestar ao seu senhor feudal ou ao Estado durante três ou mais dias por semana, como previa o contrato de enfeudação.
Nas cidades-estado da Idade Antiga, como o Antigo Egito e a Mesopotâmia, a corveia constituía-se no trabalho compulsório da população, imposto pelo Estado.

## Formariage
No feudalismo, os servos pagavam aos nobres (senhores) diferentes tributos e taxas. Uma delas era a formariage. Quando o servo resolvia casar-se com alguma mulher de outro feudo, ele era obrigado a pagar uma taxa.
Havia também outros tipos de tributos ou taxas, como a corveia, a banalidade, a talha, a capitação, o censo, a taxa de Justiça, a mão-morta, a albernagem e o tostão de Pedro ou dízimo.

## Fossadeira
Fossadeira, de início, era a multa que tinham de pagar os que faltavam ao fossado, todavia com o passar do tempo transformou-se num tributo, em géneros ou dinheiro, que remia a prestação desse dever militar.
A fossadeira, como multa, provavelmente será tão antiga quanto as primeiras expedições militares cristãs da Reconquista, e já documentos do começo do século IX a mencionam, como, por exemplo, um de 804 em que Afonso II das Astúrias isenta de todos os direitos e serviços tributários a Igreja de Santa Maria de Valleposita.
Com a consolidação do domínio cristão na Península, a participação dos vilãos nas expedições militares em território muçulmano foi-se tornando menos frequente, e a fossadeira converteu-se num tributo fixo, perdendo o seu originário carácter de multa. No entanto, em muitos casos, ela manteve a primitiva natureza. Assim, enquanto nas Inquirições aparece como uma contribuição fixa e permanente, se bem que de montante muito diverso de lugar para lugar, solvida em dinheiro, serviços a prestar ou géneros, especialmente linho grosso, o bragal, já nos forais ela continua a ser uma multa, quase sempre fixada em 5 soldos. O mesmo podemos ler no Fuero Real de Afonso X, o qual determina que, mandando o rei apregoar a reunião da sua hoste contra os mouros ou quaisquer outros inimigos, todo aquele que não se apresentasse no prazo indicado, quando tinha a obrigação de lá ir sem soldada, pagaria a fossadeira que o rei fixasse, e o mesmo castigo aplicava-se a todos os que abandonassem a hoste antes do prazo estabelecido.
O Fuero Viejo de Castela estatui esse encargo militar como uma das prerrogativas da soberania régia, ao lado da administração suprema da justiça, do direito de cunhar moeda ou de lhe alterar o valor e do direito a receber o tributo da colheita.

## Mão-morta
Mãos-mortas era o nome de quem recebia os bens das igrejas e comunidades religiosas que estavam sob proteção especial do monarca. Os bispos e frades não podiam vendê-los, em todo caso solicitavam o consentimento do conselho municipal. Se não fizessem assim, as dignidades eclesiásticas que tivessem procedido incorretamente poderiam ser afastadas de seus ofícios e excomungadas. Além disso, quem adquirisse esses bens, os perderia sem o direito de reclamar contra quem os vendeu, e em caso algum conta a Igreja.

## Miunças
Miunças, direituras ou foragens eram um imposto fixo pago comumente pelos rendeiros de casais reguengos e também de soutos, leiras e campos, incidindo em especial sobre a fruição da casa onde o cultivador e os seus gados se abrigavam. Era pago em produtos do solo de menor importância e ainda em uma enorme diversidade de espécies, onde se incluíam utensílios caseiros e animais domésticos. Por vezes era liquidado também em moeda. Se bem que em alguns casos os documentos claramente expressem que o encargo das direituras (directurae) só existia no caso de haver fogos (focos), portanto, dos casais serem habitados, com frequência os rendeiros tinham de pagar as miunças mesmo que ali não morassem: «et de alteri casali depopulato dant terciam tritici et centeni, et medium alterium panis; et pro directuris medium morabitinum.»

## Talha
Durante o feudalismo, a talha era um tributo pago pelos servos pela utilização das terras do senhor feudal. Consistia de parte da produção realizada na unidade agrícola (feudo). Era a porcentagem da produção obtida do trabalho no manso servil que era para o Senhor Feudal.

## Taxa de justiça
Taxa de justiça era a taxa que o servo ou o vilão pagava ao senhor feudal para que se fizesse justiça dentro do feudo. Quando o servo cometia uma infração, o senhor cobrava a taxa para que o julgamento acontecesse em um tribunal presidido pelo senhor feudal.